# Mao Komo
Pour les articles homonymes, voir Begi (homonymie).
Mao Komo (anciennement Begi) est un woreda spécial de la région Benishangul-Gumuz, en Éthiopie. Il a 50 061 habitants en 2007. Son chef-lieu est Tongo.

## Histoire
Au recensement de 1994, le woreda s'appelait « Begi » et faisait partie de la zone Asosa de la région Benishangul-Gumuz. C'est au recensement de 2007 qu'il devient un woreda spécial et prend le nom de « Mao Komo ».
En tant que woreda spécial, il se rattache directement à la région (et non à une zone administrative comme les  autres woredas).
Le camp de réfugiés de Tongo ouvert en 2011 sous mandat du Haut Commissariat des Nations unies pour les réfugiés (UNHCR) héberge plus de 11 000 personnes en 2014[réf. souhaitée].

## Population
D'après le recensement national de 2007 réalisé par l'Agence centrale de statistique d'Éthiopie, le woreda compte 50 061 habitants et 93 % de la population est rurale, au recensement de 2007.
La population urbaine ne comprend que les 3 392 habitants de Tongo.
En 2020, la population est estimée (par projection des taux de 2007) à 68 523 personnes.